# Leszczynowce
Leszczynowce (Corylales Dumort.) – rząd roślin wyróżnianych w niektórych dawniejszych systemach klasyfikacyjnych okrytonasiennych.

## Systematyka
Takson nie jest wyróżniany w systemach APG. Zaliczane tu rośliny stanowią w większości jedną z linii rozwojowych bukowców (Fagales) obejmującą rodziny brzozowatych i Ticodendraceae. Rodzaj Styloceras wyróżniany w odrębnej rodzinie Stylocerataceae w świetle współczesnej wiedzy reprezentuje rodzinę bukszpanowatych z rzędu bukszpanowców.
Pozycja w systemie Reveala (1993–1999)
Gromada okrytonasienne, podgromada Magnoliophytina, klasa Rosopsida, podklasa oczarowe, nadrząd Juglandanae
- rodzina Betulaceae Gray, Nat. Arr. Brit. Pl. 2: 222,243 1821 – brzozowate
- rodzina Corylaceae Mirb., Elém. Phys. Vég. Bot. 2: 906 1815 – leszczynowate
- rodzina Stylocerataceae (Pax) Takht. ex Reveal & Hoogland, Bull .Mus. Natl. Hist. Nat., ser. 4 1990
- rodzina Ticodendraceae Gómez-Laur. & L.D. Gómez, Ann. Missouri Bot. Gard. 78: 87 1991